# Kusanagi

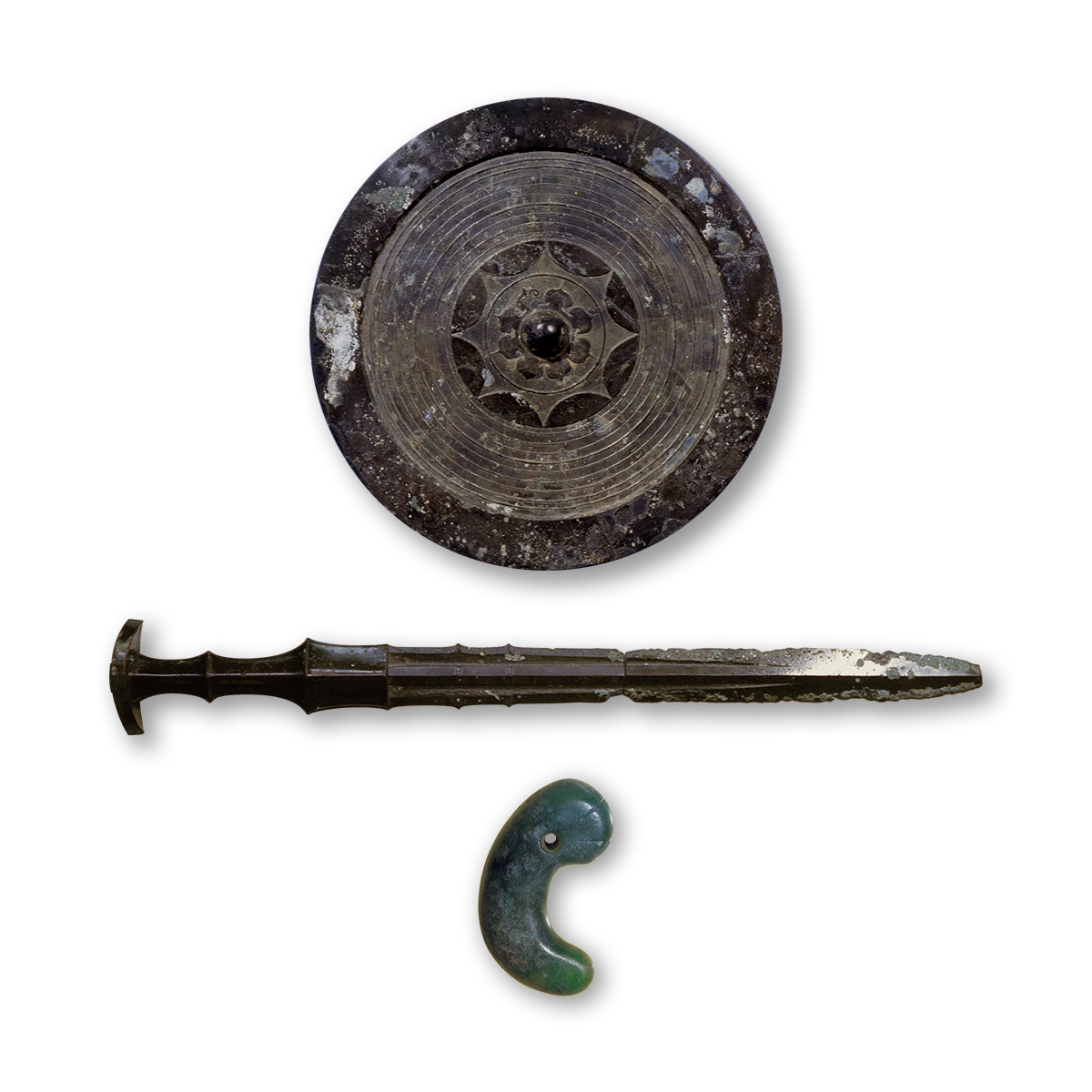
Tesoros Imperiales de Japón

Kusanagi-no-tsurugi es una espada legendaria japonesa. Su nombre real es Ame no Murakumo no Tsurugi, («Espada de la lluvia de las nubes en racimo») pero es más conocida como Kusanagi («cortadora de hierba», o más probablemente «espada de (la) serpiente»). También se puede llamar Tsumugari no Tachi. La Kusanagi real seguramente se trate de una espada del estilo de la edad de bronce: corta, recta y de doble filo; muy diferente de la más reciente katana, con un solo filo con forma curva. Puede ser empuñada con una o ambas manos.

## Leyendas
La historia de Kusanagi se extiende hasta la leyenda. De acuerdo con el libro Kojiki, el dios japonés Susanoo se encontró con una familia afligida dirigida por Ashi na Zuchi de camino a la provincia de Izumo. Cuando Susanoo le preguntó a Ashi na Zuchi, le dijo que su familia estaba siendo devastada por Yamata-no-Orochi, la terrible serpiente de ocho cabezas de la provincia de Koshi, que consumió siete de las ocho hijas de la familia y que la criatura estaba yendo detrás de la octava, Kushinada. Susanoo se dispuso a investigar al monstruo, y tras un encuentro abortado, volvió con un plan para derrotarlo. A cambio, pidió la mano de Kushinada para casarse, lo cual se le concedió. La transformó temporalmente en un peine para tener su compañía en la batalla y detalló su plan.
Supervisó la preparación de ocho tinajas de sake que se deberían poner en plataformas individuales posicionadas detrás de una cerca con ocho puertas. La criatura mordió el anzuelo y pasó cada una de sus cabezas a través de las diferentes puertas. Aprovechando la distracción, Susanoo atacó y mató a la bestia. Decapitó cada cabeza y después continuó por las colas. En la cuarta cola, descubrió una espada grande dentro del cuerpo, a la que llamó Murakumo-no-Tsurugi y que presentó a la diosa Amaterasu para zanjar una vieja deuda.
Generaciones más tarde, bajo el reinado del XII emperador, Keikō, la espada fue dada al gran guerrero Yamato Takeru como parte de un par de regalos dados por su tía Yamato Hime, la doncella del santuario Ise, para proteger a su sobrino en tiempos de peligro.
Esos regalos vinieron bien cuando Yamato Takeru fue engañado para acudir a un campo abierto durante una expedición de caza de un señor de la guerra traidor. El susodicho tenía flechas ardientes para prender la hierba y atrapar a Yamato Takeru en el campo y que así se quemase hasta la muerte. También mató al caballo del guerrero para impedirle escapar. Desesperado, Yamato Takeru usó a Murakakumo no Tsurugui para cortar la hierba y apartar el combustible del fuego, pero al hacerlo, descubrió que la espada le permitía controlar el viento y moverlo en la dirección de su oscilación. Empleando la ventaja de esta magia, Yamato Takeru usó su otro regalo —los arpones de fuego— para hacer crecer al fuego en la dirección del tirano y sus hombres, y así controlar los vientos con la espada para dirigir las llamaradas hacia ellos. Al triunfar, Yamato Takeru renombró la espada como Kusanagi (cortadora de hierba) para conmemorar su trabajada victoria. Con el paso del tiempo, Yamato Takeru se casó y murió en una batalla contra un monstruo, después de ignorar el consejo de su esposa de llevar a Kusanagi con él.
También se dice que un legendario dios Gonses kiluas forjó con sus propias manos esta espada la cual fue arrebatada de su imperio, mientras no estaba, se dice que tiene muchos y devastadores poderes que se reciben al usarla, pero ahora está entre los Tesoros Imperiales de Japón sin que nadie pueda poseer esta misteriosa espada.
En japonés antiguo, kusa significa espada y nagi significa serpiente. Así, una teoría alternativa es que Kusanagi significa "espada de la serpiente".

## Estado actual de Kusanagi
En tiempos históricos, el Emperador tenía una espada real con el nombre de Kusanagi. Sin embargo, en 688, fue llevada al Santuario Atsuta desde el palacio, después de que la espada fuera culpada de ser la causante de la enfermedad del Emperador Tenmu. Es uno de los Tesoros Imperiales de Japón, la espada representando la virtud del valor.
De acuerdo con varios expedientes, nunca ha sido movida del santuario Atsuta y que continúa guardada en un lugar secreto. Se tiene constancia que durante el período Edo, un sacerdote de Shinto afirmó haber visto la espada. Según él mismo, la espada era de unos 84 centímetros de largo, con forma de diente de perro, en color blanco metálico, y en buen estado. Otro texto dice que dicho sacerdote murió de la maldición y el poder de la espada, pero ésta es seguramente una historia que fue extendida para enfatizar el poder y el carácter mítico de Kusanagi.
Aunque hay algunos textos medievales relacionados con la pérdida de la espada, que sostienen de diversas formas que una réplica fue forjada después, o que la espada perdida en sí era una réplica, o incluso que la espada fue devuelta a tierra por fuerzas sobrenaturales; en realidad, se hicieron réplicas de la espada y el espejo ya en el siglo IX., y la espada original se considera confiada al Santuario Atsuta en Nagoya. La importancia de estos tesoros para Japón fue evidente a partir de las declaraciones hechas por el Emperador Hirohito a Kōichi Kido los días 25 y 31 de julio de 1945 al final de Segunda Guerra Mundial ordenando protegerlos "a toda costa".
En tiempos recientes, la cadena de televisión japonesa NHK fue al santuario Atsuta para grabar imágenes de la espada. Sin embargo, aunque no aceptaron enseñarla, no negaron que estuviera allí. Se sugiere que la espada se ha hecho frágil por el paso del tiempo, razón por la cual solo se usan réplicas para las ceremonias.

## En la cultura popular
Al igual que pasa con Excalibur, la gran fama que acarrea Kusanagi la ha hecho popular apareciendo en varias obras de ficción. Incluso se ha comentado que posiblemente sea la auténtica espada colmillo de acero o tessaiga. Dicha aparición normalmente señala la cercanía del final de la historia, ya que es el objeto más poderoso, junto a la lanza divina Amenonuhoko, que fue usada para crear las islas de Japón. Pero al contrario que Excalibur, es raro que un personaje la llegue a usar en combate, ya que es un arma ceremonial. En lugar de eso, se enfatizan más sus propiedades mágicas como en el origen mítico: proveer al que la lleva del poder de controlar el viento, y es una de las armas más poderosas para apoyar en la realización de prodigios. Con frecuencia se la representa erróneamente como una katana, ya que ambas son armas japonesas.

### Anime
- En el conocido anime Blue Seed, el personaje principal se llama Mamoru Kusanagi.
- En el anime Taimadō Gakuen 35 Shiken Shōtai, el personaje principal se llama Takeru Kusanagi.
- En la película de animación Ghost in the Shell, uno de los protagonistas, una mujer cyborg, se llama Motoko Kusanagi.
- En el popular anime Sailor Moon, las guerreras de los planetas externos (Neptuno, Urano y Plutón) llevan unos objetos llamados «talismanes» que seguramente derivan de las tres insignias reales. Son el Espejo de agua profunda (espejo), Espada espacial (espada) y Orbe granate (joya).
- En el anime de mechas Gundam Seed y Gudam Seed Destiny, una de las naves de guerra principales lleva el nombre de Kusanagi.
- En la tercera película de Inu-Yasha, se nombra a Kusanagi fugazmente como la espada por la cual el Sounga se equivocó, con la historia de Kusanagi recitada por el abuelo de uno de los protagonistas.
- En el anime de Naruto, Orochimaru invoca en varias ocasiones la Kusanagi-no-tsurugi. (también Sasuke tiene una espada llamada Kusanagi no es la misma, esta espada se menciona en el capítulo 52 Naruto Shippuden).
- En Digimon Adventure 02, aparece Shurimon, un Digimon el cual puede lanzar un shuriken gigante al que llama "Kusanagi".
- En el anime Digimon Frontier, la transformación más poderosa de los protagonistas se llama Susanoomon, en honor al dios Susanoo. Uno de sus ataques utiliza una gran espada llamada "Ama no Habakiri", basada en Kusanagi.
- Esta también el anime llamado en español Maxbot, en el cual el personaje principal Yamato Takeru reúne la espada de Kusanagi, El espejo de Yata y el magatama de Yasaka.
- En Fairy Tail, la God Slayer del Cielo Cheria utiliza un hechizo llamado "Ama no Murakumo".
- En Kannazuki no miko, el mecha que deben invocar las sacerdotisas del sol y de la luna (Himeko Kurusugawa y Chikane Himemiya, respectivamente) se llama Ame no Murakumo.
- En el anime Campione! Kusanagi Godou, posee la espada " Ame no Murakumo no Tsurugi", que pertenecía al dios Susanoo, nunca venció a la espada en el anime ya que fue absorbida por Metis en la novela ligera vence a la espada.
- En el anime Kamigami no Asobi, la espada se relaciona con Kusanagi Yui y la lleva hasta el jardín que Zeus tiene preparado para ella, desde entonces, se convierte en su amuleto.

### Literatura
- En La Saga de Harry Dresden, Kusanagi es también la espada Fidelacchius, la Espada de la Fe, una de las tres espadas usadas por los Caballeros de la Cruz en su lucha contra la Orden de los Denarios Negros. Su pomo tiene, supuestamente, uno de los clavos utilizados para crucificar a Jesucristo. En su primera aparición (Máscaras de Muerte), es utilizada por Shiro, que la deja en custodia de Harry Dresden antes de morir, para que busque a un digno candidato. La detective Karrin Murphy la utiliza en varias ocasiones hasta que Nicodemus Archleone la destruye en Skin Game.

### Manga
- En el manga "Hinomaru Zumou" el personaje Kuze Sousuke también es llamado Kusanagi no Tsurugi, pues es un tesoro nacional y, como el resto, tiene un segundo nombre de una de las Katanas legendarias de Japón, como Onimaru Kunistuna o Mikazuki Munechika.
- Kusanagi es el tema de varios libros de Usagi Yojimbo, donde también recibe el nombre de "Segadora".
- La espada, la joya y el espejo también pueden ser la inspiración para la orbe, espejo y espada al principio de la saga Yu Yu Hakusho donde Yusuke Urameshi necesita volver antes de que Enma se dé cuenta de que faltan.
- El personaje Orochimaru de Naruto lleva a Kusanagi en su garganta. La espada es descrita como un arma recta del estilo de la edad de bronce. Orochimaru, un controlador de serpientes, hiere al hokage del pueblo de la hoja con esta espada, lo que concuerda con el nombre de cortadora de hierba y espada de la serpiente.
- En el manga y anime Blue Seed, hay un personaje llamado Kusanagi que extiende armas similares a espadas de sus brazos. El anime está fuertemente basado en el mito de Susanoo y Kushi Nada Hime.
- La espada, la joya y el espejo también aparecen en el manga Detective Conan como parte del enigma que los personajes deberán resolver.
- En el manga Kenyuu Densetsu Yaiba de Gōshō Aoyama, Kusanagi aparece como la última espada de Yaiba, tras derrotar a Yamata-no-Orochi.
- En el manga One Piece, el almirante Kizaru tiene tres ataques cuyos nombres están basados en los tres tesoros legendarios.
- En el manga Ikkitousen del autor Yuji Shiozaki, el personaje Gempou Saji va a enfrentarse contra Chuuei Toutaku, pero antes de eso roba la espada Kusanagi del templo Atsuta, sin embargo cuando se encuentran Saji le explica a Toutaku que no es la espada Kusanagi, haciendo referencia a la Teoría de la réplica pero que en la historia del manga se descubre que en realidad fue remplazada por la espada Dragon de Cao Cao, la Hyakuhekitou, “la espada de las cien leyes”.
- En la serie Inuyasha esta espada aparece como colmillo de acero y teniendo gran similitud con la descripción de la misma.
- En la carátula del segundo tomo del manga de Shaman King, Yoh Asakura lleva las tres reliquias imperiales con sigo mismo.

### Videojuegos
- En el videojuego Avalon Code (NDS), se puede crear una espada llamada Kusanagi, que es más poderosa contra enemigos con códigos de serpiente. En la descripción aparece que fue creada por dioses orientales, y que un dios la extrajo del cadáver de una serpiente gigante, y esto la hizo poderosa contra las serpientes.
- Kyō Kusanagi es el personaje principal de la serie de juegos de SNK Playmore The King of Fighters y es el heredero del clan Kusanagi que hace 1800 años ayudó a encerrar a Orochi junto con los clanes Yasakani y Yata. Al final del juego King of Fighters '97, los descendientes de esos clanes, Iori Yagami (que lleva el Magatama de Yasakani) y Chizuru Kagura (que lleva el espejo de Yata) aparecen junto a Kyo para reencarcelar a un recién liberado Orochi. Además el padre de Kyo, Saisyu Kusanagi, tiene un movimiento especial llamada "Tsumugari", que es parte de uno de los nombres que recibe la espada y Kyo mismo posee el ataque especial llamado "Orochinagi", que algunos traducen como "Cazadora de Serpientes".
- Uno de los movimientos de Strider Hiryu en Marvel vs. Capcom es "Ame no Murakumo", que es un fragmente del nombre completo de la espada legendaria.
- En el videojuego en línea Phantasy Star Online, existen tres objetos poco frecuentes basados en los tres tesoros sagrados. La Kusanagi (espada), "Yata Mirror" (espejo) y la Yasakani Magatama (joya).
- En Tales of Symphonia también se representan los tres objetos sagrados con los mismos nombres que en el Phantasy Star Online.
- En el videojuego Saga Frontier hay una espada mágica llamada Kusanagi que puede ser obtenida de un rey muerto, y para abrir la puerta hacia él necesitas tres artefactos, uno de los cuales es el Magatama.
- En Golden Sun:The Lost Age, la aldea de Izumo está siendo amenazado por una gran serpiente, que quiere devorar a ocho doncellas. Para poder matar a la serpiente, el héroe local de la aldea, llamado "Susa" emborracha a la serpiente para que la maten los protagonistas. Cuando lo consiguen, aparece un arma llamada "Espada Nube" en su cola.
- En el juego de PlayStation y PSP, Valkyrie Profile sobre el final de juego se puede encontrar la Katana "Kusanagi", siendo la más poderosa del juego, en su categoría.
- En el videojuego de SEGA para la Sega Saturn, Dragon Force, el soberano de Izumo, Mikhal, utiliza un estilo de lucha llamado Kusanagi, y del mismo modo, es el nombre de su katana.
- En el juego Baten Kaitos: Las alas eternas y el océano perdido para la Nintendo Gamecube hace referencia a los tres tesoros del Emperador de Japón arriba citados. Estos aparecen como tres de las cartas más poderosas del juego. Así, la espada es un arma usada por el protagonista, Kalas. Xelha, coprotagonista del juego, utiliza el collar y el espejo para enfrentarse a Malpergio, un dios oscuro.
- En los juegos de la serie "Narutimate" de naruto, el personaje de Orochimaru la utiliza en todos sus movimientos.
- En el videojuego Okami de Clover Studio, Suzano lucha al lado de la diosa Amaterasu, que se encuentra en forma de un lobo blanco, para vencer al monstruo Orochi. Al vencerlo, recibes una espada, que podría tomarse como la mismísima espada Kusanagi.
- En Shin Megami Tensei, aparece con el nombre de Ame no Murakumo y es una de las armas más poderosas, solo superada por las últimas armas de cada alineamiento, y obtenible únicamente mediante fusión.
- En el juego de Final Fantasy XII, una de las armas que se consiguen por el Bazaar, se llama Ame no Murakumo.
- En el juego de BlazBlue Calamity Trigger el personaje y jefe v-13 (O Niu 13) pertenece a las unidades Murakumo, haciendo referencia a un fragmento del nombre de dicha espada, también el tema del personaje de Hakumen hace referencia al nombre del dios Susanoo.
- En el juego de BlazBlue Continuum Shift Hazama/Terumi despierta la verdadera identidad de Noel como Mu-12, también conocida como la verdadera unidad maestra Murakumo "Kusanagi" y poder destruir la unidad maestra Amateratsu.
- En el juego Final Fantasy Tactics advance (GBA), y Final Fantasy tactics advance 2: grimoire of the rift (NDS) una de las katanas aparece como heaven's cloud referenciando su otro nombre con el que se le conoce "espada de las nubes crecientes del cielo" posteriormente como "amanomurakumo" referenciando Ama no Murakumo no Tsurugi en su pronunciación correcta.
- En Touhou se dice que Rinnosuke la encontró en casa de la bruja Marisa Kirisame entre la "chatarra" que acumula.
- En el segundo juego de la serie "Len'En Proyect" (Len'en Tasouken ~ Earthen Miraculous Sword). La jefa final, Adagumo-No-Yaorochi, utiliza una réplica de las espada Kusanaki creada por su campañera Sukune Katano.
- En el MMORPG wolrd of warcraft existe una espada con este nombre con la etiqueta "espada imperial".
- En el videojuego de rol Ninja Saga hay una espada con el nombre de Kusanagi.
- En el juego para Facebook y aplicación para dispositivos móviles Pearl's Peril de Wooga, la trama indica que un clan japonés robó la espada Kusanagi y secuestró a Iris Hillman, la periodista amiga de Pearl.
- En el videojuego indie Aka Manto del desarrollador Chilla's Art, para lograr el final bueno se debe asesinar al espectro por medio de la katana que se obtiene al conseguir los 7 papeles de colores.

## Música
- "Espadas y Serpientes" es el título de una de las canciones interpretadas por el grupo argentino de punk rock, Ataque 77.
- "Kusanagi" es el título de una de las canciones interpretadas por el grupo andorrano de metal progresivo, Persefone.